# Sérgio Olavo Costa
Sergio Olavo Costa foi um político brasileiro do estado de Minas Gerais. Foi deputado estadual em Minas Gerais no período de 1975 até 1983 (8ª e 9ª legislaturas

)